# Непуль
Непу́ль (фр. Nespouls, окс. Nespols) — коммуна во Франции, находится в регионе Лимузен. Департамент — Коррез. Входит в состав кантона Брив-ла-Гайард-Сюд-Уэст. Округ коммуны — Брив-ла-Гайард.
Код INSEE коммуны — 19147.
Коммуна расположена приблизительно в 430 км к югу от Парижа, в 95 км южнее Лиможа, в 32 км к юго-западу от Тюля.

## Население
Население коммуны на 2008 год составляло 610 человек.
| 1962 | 1968 | 1975 | 1982 | 1990 | 1999 | 2008 |
| ---- | ---- | ---- | ---- | ---- | ---- | ---- |
| 321  | 348  | 340  | 358  | 413  | 503  | 610  |

## Администрация
| Период | Период | Фамилия       | Партия | Примечания |
| ------ | ------ | ------------- | ------ | ---------- |
| 2001   | 2008   | Фабрис Беко   |        |            |
| 2008   |        | Франсуа Патье |        |            |

## Экономика

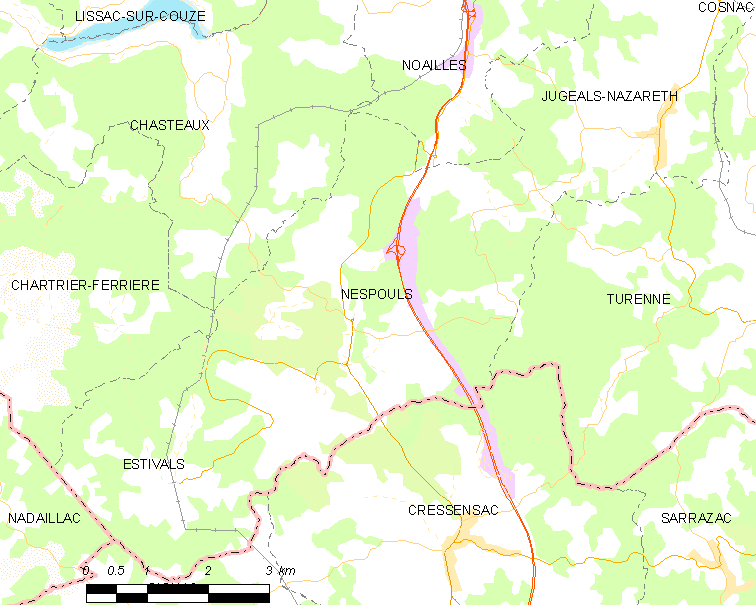
Карта коммуны

В 2007 году среди 384 человек в трудоспособном возрасте (15-64 лет) 313 были экономически активными, 71 — неактивными (показатель активности — 81,5 %, в 1999 году было 72,2 %). Из 313 активных работали 288 человек (163 мужчины и 125 женщин), безработных было 25 (11 мужчин и 14 женщин). Среди 71 неактивных 23 человека были учениками или студентами, 23 — пенсионерами, 25 были неактивными по другим причинам.

## Достопримечательности
- Церковь Сен-Жюльен (XII век). Памятник истории с 1926 года[3]